# Batu Balai
Batu Balai is een bestuurslaag in het regentschap Seluma van de provincie Bengkulu, Indonesië. Batu Balai telt 270 inwoners (volkstelling 2010).